# Taïnaste
Taïnaste (en arabe : تاينست) est une ville du Maroc. Elle est située dans la région de taza-al hoceima-taounate .